# Anopheles stephensi
Anopheles stephensi é um o principal mosquito vector de malária nas áreas urbanas da Índia. Faz parte do mesmo subgénero do Anopheles gambiae, o principal vector da doença em África.